# Anacroneuria apicalis
Anacroneuria apicalis är en bäcksländeart som först beskrevs av Günther Enderlein 1909.  Anacroneuria apicalis ingår i släktet Anacroneuria och familjen jättebäcksländor. Inga underarter finns listade i Catalogue of Life.